# Чокроаминото
Ума́р Саи́д Чокроамино́то (индон. Oemar Said Tjokroaminoto; 16 августа 1882, деревня Бакур, округ Мадиун, провинция Восточная Ява — 17 декабря 1934, Джокьякарта) — индонезийский общественный, политический и религиозный деятель колониального периода. Ведущий идеолог национально-освободительного и мусульманского движения 1910-х — 1920-х годов, теоретик исламского социализма. Один из основателей и первых руководителей организации Сарекат ислам.
В первой половине 1920-х годов был учителем и идейным наставником Сукарно — будущего первого президента страны, который короткое время был женат на его дочери. Отец Харсоно Чокроаминото, государственного деятеля независимой Индонезии. Посмертно удостоен почётного звания Национальный герой Индонезии.

## Ранние годы жизни, семья
Умар Саид Чокроаминото родился 16 августа 1882 года в деревне Бакур, находившейся в тот период на территории округа Понорого, который, в свою очередь, входил в состав восточнояванского резидентства Мадиун. Его семья принадлежала к знатному яванскому сословию прияи и занимала видное положение в местном обществе. На протяжении многих поколений её члены носили аристократический титул раде́н, многие из них назначались на руководящие должности в региональных административных органах: так, дед Чокроаминото длительное время был главой округа Понорого. Кроме того, семью отличало ревностное отношение к мусульманской религии, которое оказало большое влияние на становление мировоззрения мальчика.
Чокроаминото был вторым ребенком в семье, позже у его родителей родились еще 10 сыновей и дочерей. После начального обучения в местной школе мальчик продолжил образование в голландской средней школе для туземного населения в Магеланге, которую окончил в 1902 году.
После школы поступил младшим клерком в администрацию района Нгави, руководителем которой был его отец. Три года спустя, в 1905 году, женился: жена, Сухарсикин, также была представительницей знатного рода, дочерью заместителя руководителя округа Понорого, близкого друга семьи Чокроаминото. В этом браке, продолжавшемся 16 лет (в 1921 году Сухарсикин умерла от тифа) родилось пятеро детей.
С учётом положения и связей семьи служба в местной администрации сулила Чокроаминото весьма перспективную карьеру, однако вскоре после свадьбы он добровольно ушел в отставку, пожелав, по его собственным воспоминаниям, самостоятельно найти свой жизненный путь. После кратковременного пребывания в центральнояванском Семаранге он перебрался в Сурабаю — административный центр Восточной Явы, второй по населению и социально-экономическому значению город Индонезии, где и прожил бо́льшую часть последующей жизни.
В Сурабае Чокроаминото некоторое время подрабатывал портовым грузчиком, затем устроился в нидерландскую юридическую фирму «Де Кой» (нидерл. De Kooy). Работая там, прошёл обучение на вечернем отделении местного технического училища. В 1910 году, получив специальность наладчика промышленного оборудования, перешел на работу в частную компанию по производству сахара. Уволился оттуда в 1912 году и более до конца жизни не работал ни в коммерческих структурах, ни в сфере государственного управления. Основным источником дохода супругов Чокроаминото с того времени стал пансион, который они устроили в своём сурабайском доме.

## Общественная и политическая деятельность
К моменту переселения в Сурабаю Чокроаминото уже испытывал интерес к общественной деятельности, в частности, к активизировавшемуся в тот период национально-освободительному движению. После публикации серии статей в местных периодических изданиях и посещения различных собраний он снискал значительный авторитет в кругах туземной сурабайской интеллигенции — этому способствовали сочетание хорошего мусульманского и светского образования с эрудицией, коммуникабельностью и ораторским мастерством, которые, по оценкам современников, с юных лет отличали Чокроаминото.
К началу 1910-х годов Чокроаминото уже пользовался весьма широкой известностью не только в Сурабае, но и за её пределами. В 1912 году к нему обратился Самануди — крупный суракартский предприниматель и общественный деятель, ещё в 1905 году создавший для защиты прав туземных коммерсантов «Исламский торговый союз» — с просьбой о помощи в написании устава этой организации. Работа над уставом вылилась в кардинальное реформирование этой структуры: Чокроаминото убедил Самануди в необходимости значительного расширения её целей и задач, а также социальной базы. Организация была переименована в «Исламский союз» — Сарекат ислам (СИ), её обновлённая программа предусматривала защиту прав всего мусульманского населения колонии, причём не только в экономической, но и в общественно-политической сфере. Самануди сохранил пост председателя, однако реальным идеологом и руководителем союза стал Чокроаминото, занявшим второй по значению пост в его руководящем совете. В последующем должности Чокроаминото в руководстве СИ менялись, периодически он занимал председательское кресло, однако вне зависимости от формального должностного положения именно он играл ключевую роль в работе этой организации до самой своей смерти.
Под руководством Чокроаминото СИ в короткие сроки превратился в наиболее массовую и авторитетную общественную организацию Нидерландской Ост-Индии. Он выступал за проведение планомерных преобразований практически во всех сферах жизни колонии, эвентуальной целью которых провозглашалось достижение ею политической самостоятельности. Характерно, что требования защиты исламских ценностей сочетались с акцентировкой необходимости обеспечения доступа индонезийцев к европейскому образованию и построения в стране либерально-демократической парламентарной системы европейского образца. При этом подчеркивалась императивность мирного пути достижения поставленных целей: сотрудничество с нидерландской колониальной администрацией считалось не только допустимым, но и необходимым.
Столь миролюбивые требования обеспечили СИ и лично Чокроаминото благосклонное отношение со стороны голландских властей, которые были заинтересованы в развитии индонезийского национального движения именно по подобному умеренному пути. СИ был официально зарегистрирован в качестве политической организации, а его идеолог получил доступ в самые высокие инстанции колониальной администрации. Благодаря высокому авторитету Чокроаминото в яванском обществе среди голландцев за ним закрепилось уважительное прозвище «Некоронованный король Явы».